# Gens Virgínia
La gens Virgínia (en llatí: Verginia o Virginia) va ser una gens romana que en els temps antics va estar dividida en dues branques, una de patrícia i una de plebea.
Al segle vi aC hi va haver cònsols de la branca patrícia d'aquesta família. Els Virgini plebeus són esmentats al segle V aC exercint el càrrec de tribuns de la plebs, sense portar cap cognomen. Durant l'imperi també apareixen diversos Virgini. La desgraciada sort d'una noia (Virgínia) d'aquesta família va marcar un abans i un després en la política romana.

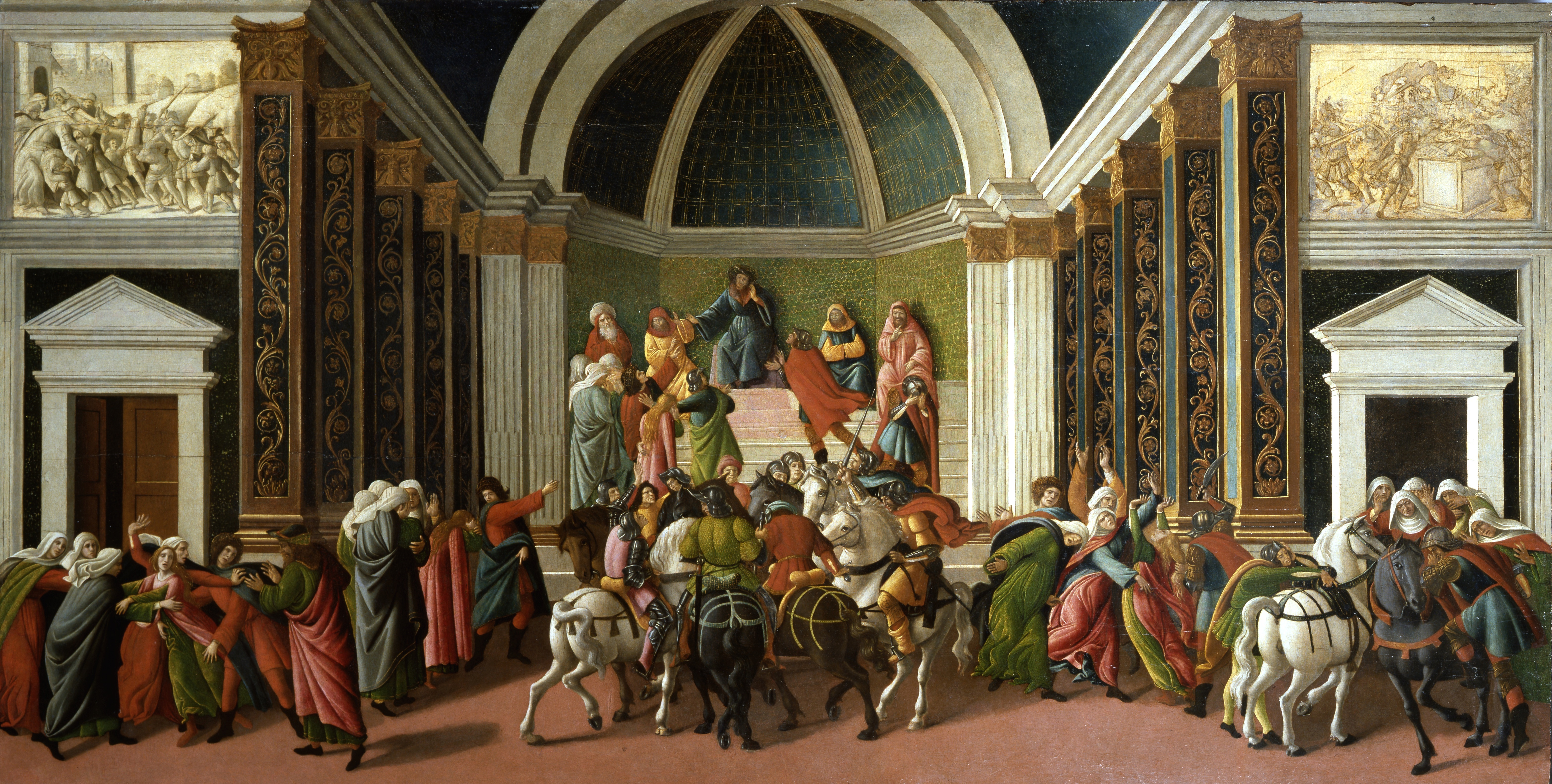
Pintura de Boticelli representant la dramàtica història de Virgínia, que va marcar la fi dels decemvirs el 449 aC.

## Orígens
En llatí tant es pot trobar escrita la forma Verginius com Virginius i durant molts anys es va discutir, sense arribar a un acord, quina de les dues formes era l'originària. Actualment es tendeix a fer servir el nom Virginius, per analogia amb la paraula llatina virgo («verge, doonzella»), encara que no s'ha pogut demostrar la procedència. El mateix passa amb el nom Vergilius, que es prefereix substituir per Virgilius. En qualsevol cas, l'ús general català selecciona la forma Virgini.
El que si se sap del cert és que era una gens molt antiga, ja que als inicis de la república hi havia Virginis en alguns càrrecs. L'any 502 aC, en el setè any de la república Romana, el destacat general Òpiter Vergini Tricost va obtenir el càrrec de cònsol.

## Praenominausats
Aquesta gens va mostrar preferència pels praenomina: Opiter, Pròcul, Titus, Aulus, Luci i Espuri.

## Branques
La branca patrícia era molt antiga i va exercir les altes magistratures de l'estat al començament de la República de manera freqüent. Van portar el cognomen Tricost i després van adquirir diversos agnomina: Celiomontà, Esquilí i Rútil. Els dos primers indiquen la procedència de la seva llar: el turó del Celi i l'Esquilí respectivament; mentre que Rútil deriva d'un adjectiu llatí que significa 'rogenc', probablement fent referència al color dels cabells d'algun membre de la gens. El general Luci Virgini Rufus podria haver adquirit l'agnomen Rufus amb el mateix significat que els Rútil.

## Membres destacats
Els següents noms estan escrits en el seu idioma original, el llatí, per informació sobre les abreviacions vegeu: filiació.

### Virgini Tricost

#### Tricost Celiomontà
- Aulus Verginius Tricostus Caeliomontanus, pare dels cònsols del 496 i 494 aC.
- Titus Verginius A. f. Tricostus Caeliomontanus, cònsol el 496 aC.[6][7]
- Aulus Verginius A. f. Tricostus Caeliomontanus, cònsol el 494 aC, va derrotar els volscs i fou un dels designats pel senat per negociar amb els plebeus que volien la secessió.[8][9][10]
- Titus Verginius Tricostus Caeliomontanus, pare del cònsol del 448 aC.
- Aulus Verginius A. f. A. n. Tricostus Caeliomontanus, cònsol el 469 aC, va lluitar contra els eques i el seu exèrcit va quedar gairebé destruït a causa d'una negligència, però finalment van vèncer els enemics.[11][12][13]
- Spurius Verginius A. f. A. n. Tricostus Caeliomontanus, cònsol el 456 aC; durant el seu consolat es va decidir celebrar els Jocs Seculars per segona vegada.[14][15][16][17]
- Titus Verginius T. f. Tricostus Caeliomontanus, cònsol el 448 aC.[18][19][20]

#### Tricost Esquilí
- Opiter Verginius Tricostus Esquilinus, cònsol suffectus el 478 aC.[21]
- Lucius Verginius Opet. f. Tricostus Esquilinus, pare del tribú consular de l'any 402 aC.
- Lucius Verginius L. f. Opet. n. Tricostus Esquilinus, tribú amb potestat consular el 402 aC; se li va encomanar el setge de Veïs, però es va perdre per l'enemistat que tenia amb el seu col·lega.[22]

#### Tricost Rútil
- Proculus Verginius Opet. f. Opet. n. Tricostus Rutilus, cònsol el 486 aC, va lluitar contra els eques i fou un oponent a la llei agrària.[23][24]
- Titus Verginius Opet. f. Opet. n. Tricostus Rutilus, cònsol el 479 aC amb Cesó Fabi Vibulà; també fou àugur. Va morir durant una gran pestilència que va devastar la ciutat el 463 aC.[25][26]
- Aulus Verginius Opet. f. Opet. n. Tricostus Rutilus, cònsol el 476 BC.[27][28]

### Altres
- Publius Verginius, senador l'any 494 aC, durant la primera secessió de la plebs, qui va defensar que només havien d'estar exempts de servir a l'exèrcit aquells qui ja haguessin complert amb aquest deure.[29]
- Aulus Verginius, tribú de la plebs el 461 aC, va acusar Caeso Quinctius, fill de Luci Quint Cincinnat i va aconseguir que el condemnessin.[30]
- Lucius Verginius, pare de Verginia.
- Verginia L. f., raptada per Marcus Claudius, al·legant que era una esclava seva.
- Aulus Verginius, tribú de la plebs el 395 aC, juntament amb Quint Pomponi es va oposar a establir una colònia en territori dels Veï; dos anys després foren condemnats per aquesta oposició.[31]
- Aulus Verginius, patrici, pare de Verginia A. f..
- Verginia A. f., patrícia de naixement, es va casar amb un plebeu anomenat Lucius Volumnius Flamma Violens, qui fou cònsol el 307 i el 296 aC. Va dedicar un altar a la deessa Pudicítia, després que els patricis la rebutgessin pel seu matrimoni.[32]
- Lucius Verginius, tribunus militum el 207 aC, durant la Segona Guerra Púnica. Va ser qui va portar davant el cònsol Gai Claudi Neró els missatgers d'Àsdrubal Barca capturats.[33]
- Marcus Verginius, el tribú de la plebs qui va acusar Luci Corneli Sul·la el 87 aC.[34][35]
- Verginius, orador proscrit pels triumvirs el 43 aC; va fugir a Sicília prometent grans quantitats de diners als seus esclaus i als soldats que l'anaven a matar.[36]
- Verginius Capito, l'amo d'un esclau que va escapar de la ciutadella a Terracina durant la guerra entre Vitel·li i Vespasià, l'any 69, i va lliurar la ciutadella a Luci Vitel·li el Jove, germà de l'emperador.[37]
- Verginius Flavus, estacat retòric del segle i, fou mestre de Aule Persi Flac.[38]
- Lucius Verginius Rufus, cònsol els anys 63, 69 i 97; general a Germània a la mort de Neró, va refusar per tres vegades l'oferiment dels seus soldats per obtenir la dignitat de l'imperium.[39]
- Verginius Romanus, contemporani de Plini el jove, autor de comèdies i versos iàmbics.[40]